# Polska Akademia Sztuki Kulinarnej
Polska Akademia Sztuki Kulinarnej (PASK) powstała w 2007 roku. Jest ogólnopolską organizacją zrzeszającą szefów kuchni, restauratorów oraz znawców i propagatorów sztuki kulinarnej. W ramach swojej działalności zajmuje się:
- upowszechnianiem tradycji polskiej kuchni
- wdrażaniem nowych trendów, łącząc tradycję z nowoczesnością i akcentami kuchni międzynarodowych
- organizacją konkursów i pokazów kulinarnych w Polsce i za granicą
- organizacją spotkań i szkoleń mających na celu przekazywanie wiedzy i umiejętności.
- popularyzacją wiedzy i podnoszeniem kwalifikacji zawodowych
- kształtowaniem etyki społecznej i zawodowej.

## Cele statutowe Akademii
1. Kultywowanie kuchni polskiej
2. Promowanie historii i tradycji kulinarnych innych krajów.
3. Kształcenie kucharzy oraz uzupełnianie wiedzy i umiejętności racjonalnego żywienia.
4. Współpraca z krajowymi organizacjami promującymi polskie produkty i zdrową żywność.

## Struktura organizacyjna
Władzami naczelnymi stowarzyszenia są:
- Walne Zebranie Członków
- Zarząd Główny
- Główna Komisja Rewizyjna
- Główny Sąd Koleżeński
- Inne komisje powołane przez Walne Zebranie Członków dla określonych spraw Stowarzyszenia.

## Zarząd
- Prezes – Wiesław Ambros
- Wiceprezes – Zbigniew Szeląg
- Wiceprezes – Krzysztof Gawlik
- Sekretarz – Krzysztof Wierzba
- Skarbnik – Zbigniew Kopycki
- Członek Zarządu – Piotr Sabala
- Członek Zarządu – Paweł Antas